# Krautweg
Krautweg ist ein Wohnplatz in der Gemeinde Kürten im Rheinisch-Bergischen Kreis.

## Lage und Beschreibung
Der Ort liegt zwischen Altensaal und Herrscherthal an der B 506, dem ehemaligen Heerweg Köln–Wipperfürth–Soest.

## Geschichte
Der Ort ist auf der Topographischen Aufnahme der Rheinlande von 1824 und auf der Preußischen Uraufnahme von 1840 als Krautweg verzeichnet.
Ab der Preußischen Neuaufnahme von 1892 ist er auf Messtischblättern regelmäßig als Krautweg verzeichnet.
1822 lebten 18 Menschen im als Hof kategorisierten und Krautweg bezeichneten Ort.
1830 hatte der Ort 20 Einwohner.
Der 1845 laut der Uebersicht des Regierungs-Bezirks Cöln als Hof kategorisierte Ort besaß zu dieser Zeit drei Wohnhäuser. Zu dieser Zeit lebten 17 Einwohner im Krautweg genannten Ort, davon alle katholischen Bekenntnisses.
Die Gemeinde- und Gutbezirksstatistik der Rheinprovinz führt Krautweg 1871 mit drei Wohnhäusern und 27 Einwohnern auf.
Im Gemeindelexikon für die Provinz Rheinland von 1888 werden drei Wohnhäuser mit 15 Einwohnern angegeben.
1895 hatte der Ort vier Wohnhäuser und 28 Einwohner.
1905 besaß der Ort sechs Wohnhäuser und zehn Einwohner und gehörte konfessionell zum katholischen Kirchspiel Bechen.
1927 wurden die Bürgermeisterei Kürten in das Amt Kürten überführt. In der Weimarer Republik wurden 1929 die Ämter Kürten mit den Gemeinden Kürten und Bechen und Olpe mit den Gemeinden Olpe und Wipperfeld zum Amt Kürten zusammengelegt. Der Kreis Wipperfürth ging am 1. Oktober 1932 in den Rheinisch-Bergischen Kreis mit Sitz in Bergisch Gladbach auf.
1975 entstand aufgrund des Köln-Gesetzes die heutige Gemeinde Kürten, zu der neben den Ämtern Kürten, Bechen und Olpe ein Teilgebiet der Stadt Bensberg mit Dürscheid und den umliegenden Gebieten kam.